# Bulbophyllum reptans
Bulbophyllum reptans är en orkidéart som först beskrevs av John Lindley, och fick sitt nu gällande namn av John Lindley och Nathaniel Wallich. Bulbophyllum reptans ingår i släktet Bulbophyllum och familjen orkidéer. Inga underarter finns listade i Catalogue of Life.

## Bildgalleri

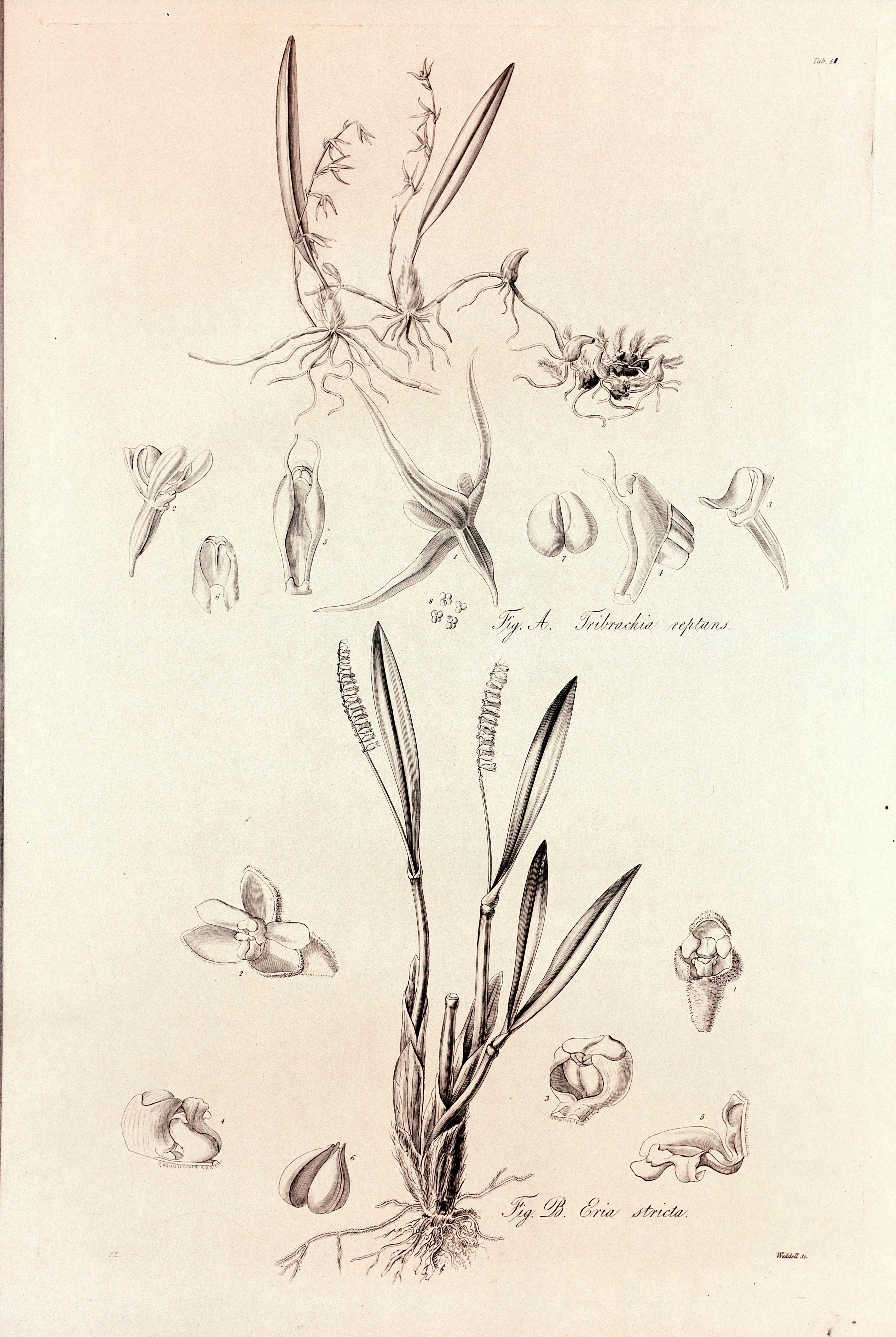